# Neuendorf (Fläming)
Neuendorf ist ein Gemeindeteil der Gemeinde Rabenstein/Fläming im Landkreis Potsdam-Mittelmark in Brandenburg.

## Geografische Lage
Der Gemeindeteil liegt im äußersten Nordosten der Gemarkung und dort unmittelbar an der Grenze zu Niemegk. Westlich liegt, durch die Bundesautobahn 9 getrennt, der Ortsteil Rädigke. Südlich liegen der Ortsteil Garrey mit dem Gemeindeteil Zixdorf. Durch den Ort führen von Westen kommend die Landstraße 84, die in einem Kreisverkehr auf die von Nordosten kommende Landstraße 83 trifft, die in südlicher Richtung aus dem Ort führt. Der überwiegende Teil der Gemarkung wird forst- und landwirtschaftlich genutzt. Im Süden befindet sich die wüste Feldmark Niendorf. Die Fläche liegt auf einer Höhe von rund 94 m ü. NHN Metern.

## Geschichte und Etymologie

### 13. bis 16. Jahrhundert
Das Straßendorf wurde im Landbuch Karls IV. im Jahr 1375 erstmals als Nyendorp urkundlich erwähnt. Im Jahr 1419 besaß der Richter die Gerichtsbarkeit sowie sechs Hufen. Ein Einwohner hatte ein Viertel zum Lehen. Das Dorf gehörte vor 1426 bis um 1550/1552 der Vogtei bzw. Pflege bzw. Amt Rabenstein. In dieser Zeit gab es im Jahr 1496 insgesamt elf Türkensteuerpflichtige, darunter auch den Schulzen sowie fünf Personen Gesinde. Drei Jahre später erschien die Schreibweise Nawendorff.
Im Jahr 1506 führte eine Statistik elf Einwohner auf: den Richter mit der Gerichtsbarkeit mit sechs Hufen zum Lehen und einer Wiese. Ein Einwohner zinste vom Erbe und hatte die wüste Gerichtsbarkeit von Niendorf zum Lehen. Vier Einwohner zinsten vom Erbe, einer vom Erbe und hatte ein Viertel zum Lehen. Ein Einwohner zinste von den Hufen und besaß vier freie Lehnhufe. Ein Einwohner wohnte auf dem Pfarrgut und musste hierfür Dienste leisten; einer leistete Handdienste. Im Jahr 1530 waren es zwölf Hufner und ein Kossät. Der Pfarrer erhielt Einkünfte in Höhe von 20 Scheffel Korn, 16 Scheffel Gerste und 8 Scheffel Hafer. Der Zehnt war in Niemegk enthalten. Der Küster bekam 15 Scheffel Korn. Eine Statistik aus dem Jahr 1542 listete auf: den Lehnschulzen mit Haus, Hof und sechs wüsten Hufen, ein Gut mit fünf wüsten Hufen, ein Haus, Hof und sechs Hufe, ein Einwohner mit Haus, Hof und sechs wüsten Hufen. Ein Einwohner mit Haus, Hof und 5 ½ wüsten Hufen, ein Einwohner mit Haus, Hof und fünf freien Hufen, ein Einwohner mit Haus, Hof und fünf wüsten Hufen, ein Einwohner mit Huas, Hof, Garten und vier wüsten Hufen. Außerdem erschienen zwei mit Haus, Hof und je vier wüsten Hufen, ein Einwohner mit Haus, Hof und drei wüsten Hufen sowie ein Einwohner mit Haus und Hof. Es gab einen Hirten, vier Knechte und eine Magd. Die Einwohner bewirtschafteten 19 ½ Morgen (Mg) und 3 Viertel Wiese. Eine Statistik aus dem Jahr 1565 führte auf: den Lehnschulzen, elf Häuser und Höfe, einen Kossätenhof, einen Hirten mit zwei Kühen, einem Rind, 20 Schafe und vier Überläufern. Es gab 14 Dorfhufen, 23 ½ hufe, 19 wüste Hufe sowie 24 ½ Mg und 3 Viertel Wiese. Der Gottesacker wurde 1575 mit 5 Scheffel Roggen besät; die Kirche besaß außerdem zwei Gotteswiesen. Die Schreibweise des Dorfes änderte sich 1591 in Newendorff.

### 17. Jahrhundert
Im Dreißigjährigen Krieg wurde das Dorf schwer verwüstet. Im Jahr 1640 lagen von den zehn Hufnerhöfen fünf wüst, eines war abgebrannt. Beide Halbhufnerhöfe lagen wüst, ebenso das Kossätengut. Im Jahr 1661 waren von den zehn Hufnerhöfen nur noch zwei wüst; von den zwei Halbhufnerhöfen lag einer wüst, während dessen Hufen genutzt wurden. Das Kossätengut war wieder besetzt. Eine Statistik aus dem Jahr 1676 führte neun Anspänner oder Hufner sowie einen Halbhufner und Kossäten auf. Es gab nach wie vor 17 wüste Hufen.

### 18. Jahrhundert
Eine Statistik aus dem Jahr 1701 führte auf: zehn Hufner, zwei Halbhufner, einen Kossäten und einen Hirten. Es gab außerdem 34 ½ Mg Wiese. Im Jahr 1718 waren es zwölf Hufner und ein Kossät. In Neuendorf lebten im Jahr 1743 insgesamt ein Viereinhalbhufner, zwei Vierhufner (darunter der Schulze), sieben Dreihufner, zwei Zweieinhalbhufner, ein Einhalbhufner und drei Dreihufner. Es gab weiterhin einen Viereinhalbhufner, einen Dreihufner und einen Zweieinhalbhufner. Die Gemarkung umfasste 39 Dorfhufe und 19 wüste Hufe zu Niendorf. Eine Statistik von 1777 führte auf: 13 angesessene Einwohner (zehn Ganzhufner, zwei Halbhufner und einen Kossäten). Es gab eine Schulwohnung und zwei Hirtenhäuser.

### 19. Jahrhundert
Im Jahr 1806 gab es drei Fünfhufner, sechs Vierhufner, einen Dreieinhalbhufner, ein Dreihufner, ein Zweieinhalbhufner, einen Einhalbhufner sowie keine Häusler. In einer Statistik aus dem Jahr 1822 erschienen: elf Vollhufner, ein Halbhufner, ein Kossät und ein Häusler. Es gab 39 Dorfhufen, darunter acht Lehnhufen sowie 19 wüste Hufen zu Niendorf. Im Dorf standen im Jahr 1837 insgesamt 18 Wohnhäuser. Im Jahr 1858 waren es fünf öffentliche, 20 Wohn- und 56 Wirtschaftsgebäude. Die Gemarkung umfasste 3318 Mg: 9 Mg Gehöfte, 29 Mg Gartenland, 2320 Mg Acker, 63 Mg Wiese, 30 Mg Weide und 867 Mg Wald.

### 20. Jahrhundert
Zur Jahrhundertwende war das Dorf 846 Hektar (ha) groß und umfasste 24 Wohnhäuser. Eine Statistik aus dem Jahr 1939 führte 12 land- und forstwirtschaftliche Betriebe mit 20 und 100 ha Fläche auf. Es gab außerdem acht Betriebe mit 10 bis 20 ha sowie drei mit 5 und 10 ha.
Im Jahr 1954 gründete sich eine LPG vom Typ III mit zunächst 10 Mitgliedern und 66 Hektar landwirtschaftlicher Nutzfläche. Zwei Jahre später gründete sich eine LPG Typ I mit drei Mitgliedern. Im Jahr 1960 gab es eine LPG Typ III mit 32 Mitgliedern und 202 ha Fläche, die 1968 mit der LPG Typ III Rädigke zusammengeschlossen wurde. Im gleichen Jahr gab es zwei LPG Typ I mit 31 Mitgliedern und 277 ha Fläche, die sich 1961 zusammenschlossen und 1968 ebenfalls mit der LPG Typ III Rädigke fusionierten. Im Jahr 1969 wurde Neuendorf als Ortsteil nach Rädigke eingemeindet und war dort 1973 ein Ortsteil.

## Bevölkerungsentwicklung
| Jahr      | 1817 | 1837 | 1858 | 1871 | 1885 | 1895 | 1905 | 1925 | 1939 | 1946 | 1964 |
| Einwohner | 101  | 129  | 123  | 139  | 134  | 145  | 140  | 136  | 113  | 241  | 132  |

## Kultur und Sehenswürdigkeiten

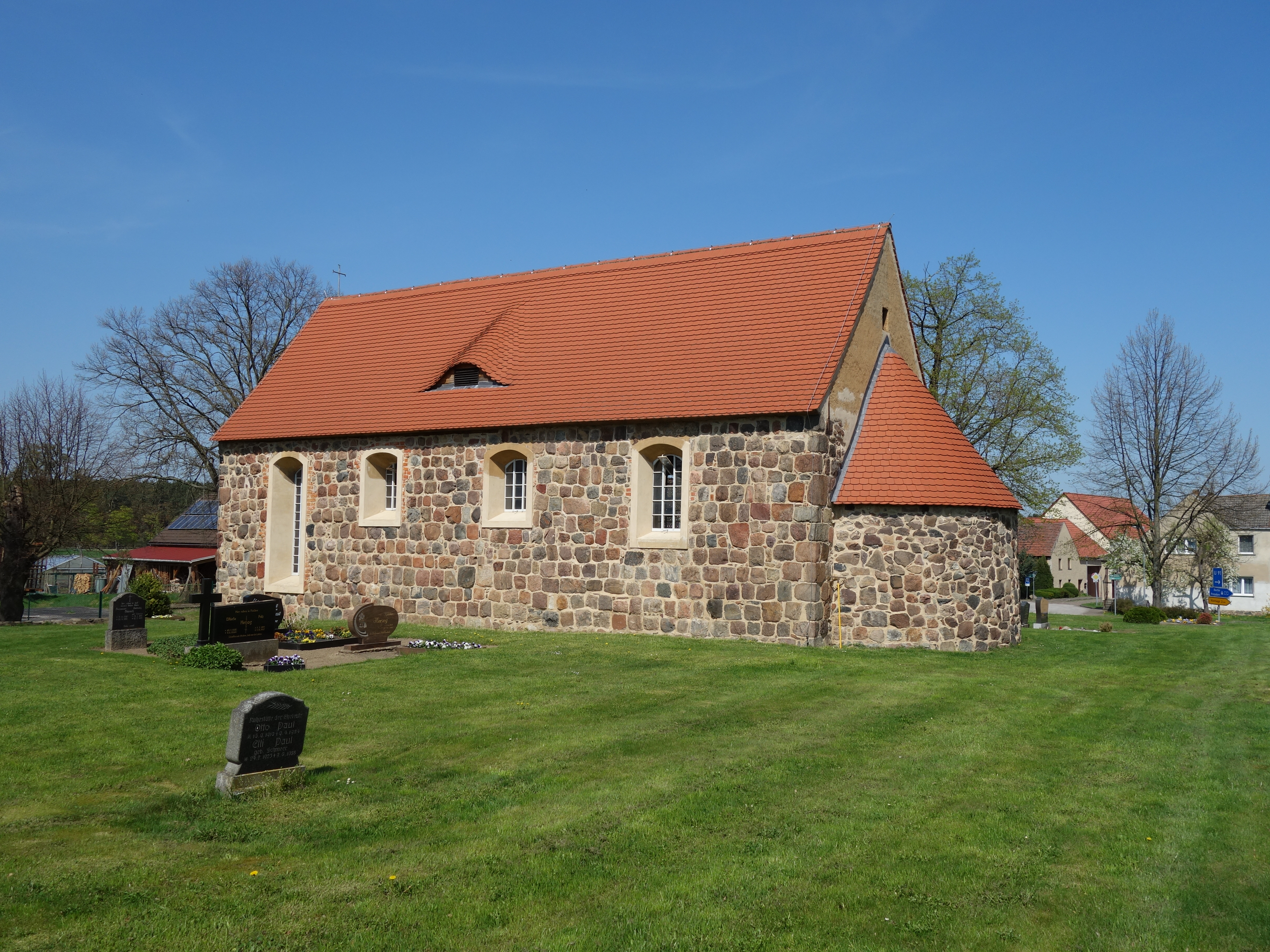
Dorfkirche Neuendorf

- Die Dorfkirche Neuendorf ist eine Feldsteinkirche aus dem 13. Jahrhundert. Im Innenraum befinden sich Reste mittelalterlicher Wandmalereien aus der Zeit um 1600 sowie ein Kelch aus dem 15. Jahrhundert.